# Jerami Grant
Houston Jerami Grant (Portland, 12 marzo 1994) è un cestista statunitense, professionista nella NBA con i Portland Trail Blazers.

## Biografia
È il figlio di Harvey Grant e nipote di Horace Grant, pluricampione NBA. Ha due fratelli: Jerai e Jerian Grant, anch'essi cestisti;. Il primo gioca in Grecia nel Promitheas, il secondo nell'Olimpia Milano.

## Caratteristiche tecniche
Grant è un giocatore molto agile bravo soprattutto nella metacampo difensiva, con buon istinto per le stoppate.

## Carriera

### NBA (2014-)

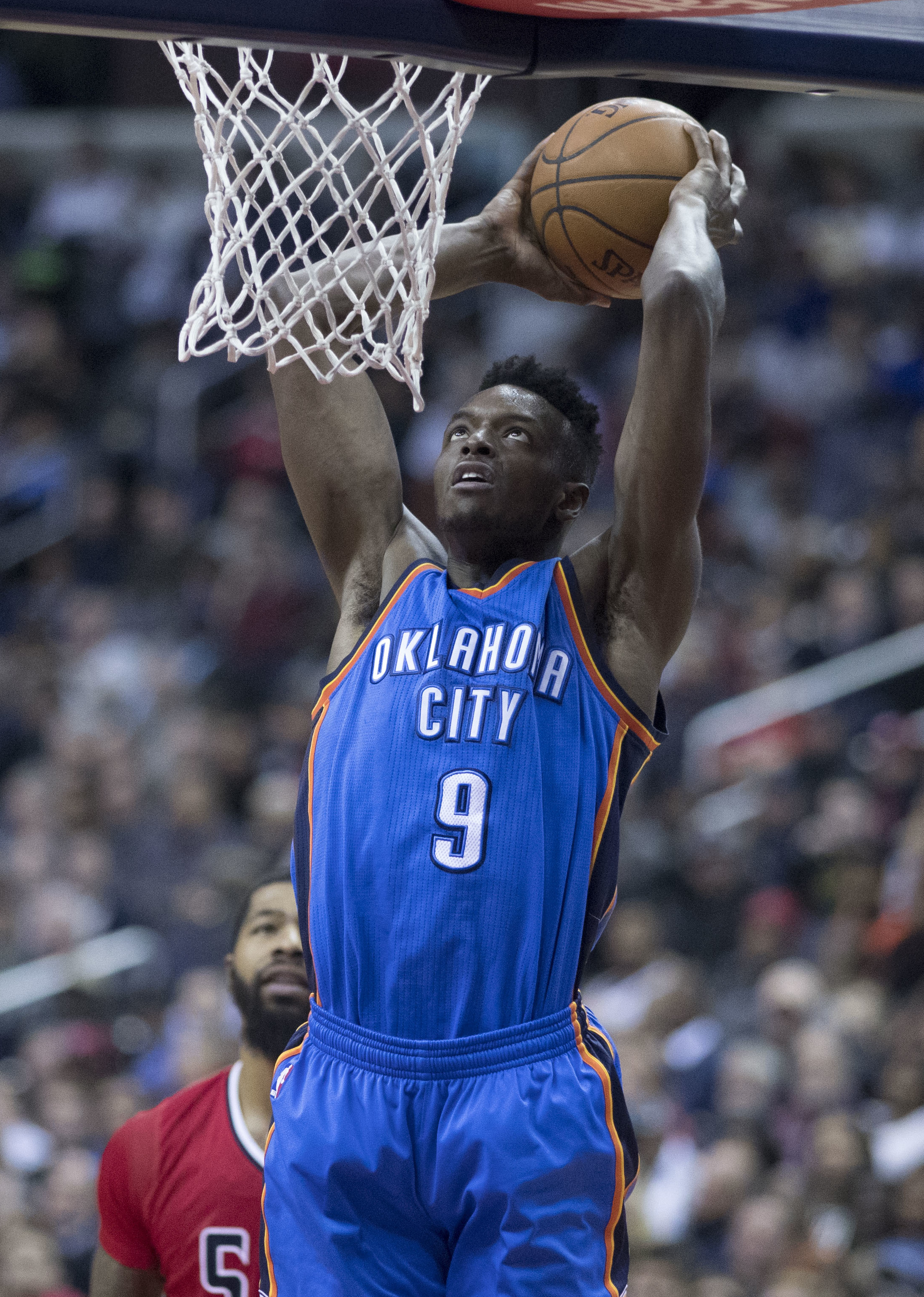
Grant schiaccia nel 2017 in un match tra Oklahoma City Thunder e Washington Wizards

#### Philadelphia 76ers (2014-2016)
Dopo aver disputato due stagioni in NCAA con Syracuse (di cui l'ultima chiusa con oltre 12 punti e 6 rimbalzi di media) venne scelto alla trentanovesima chiamata del Draft NBA 2014 dai Philadelphia 76ers. Il 22 gennaio 2015 mise a referto 8 stoppate nella gara persa 98-91 contro i New York Knicks; grazie a questa prestazione fu il giocatore dei Sixers con più stoppate della partita, seppur senz'aver eguagliato il record di Samuel Dalembert di 9 stoppate in una partita con la canotta dei 76ers. Andò vicino a eguagliare anche il record di stoppate di un rookie della franchigia della Pennsylvania, detenuto da Shawn Bradley che totalizzò 9 stoppate il 18 gennaio 1994. Nasce come Guardia ma grazie a queste sue doti difensive viene schierato in campo anche come Ala. Rimase nella rosa dei Sixers fino al 1º novembre 2016, disputando 144 partite in totale ma senza mai essere titolare fisso.

#### Oklahoma City Thunder (2016-2019)
Il 1º novembre 2016 venne ceduto agli Oklahoma City Thunder in cambio di Ersan İlyasova e una futura prima scelta al Draft. Nei Thunder svolse il ruolo di riserva di André Roberson. In un'occasione giocò anche da centro per l'assenza del titolare Steven Adams. In tutta la stagione giocò 80 partite (2 con i 76ers) e si dimostrò ancora una volta un ottimo stoppatore e difensore, venendo apprezzato per l'energia che mette in campo.

#### Denver Nuggets (2019-2020)
L'8 giugno 2019 viene ceduto ai Denver Nuggets in cambio di una scelta al primo giro del Draft 2020.
Il 25 febbraio 2019 mise a segno il proprio record personale di 29 punti nella vittoria per 115-98 contro i Detroit Pistons. Il 15 settembre 2020 nella vittoria in gara 7 contro i Los Angeles Clippers, superò l'all-star Paul George per 14 punti a 10, pur giocando 9 minuti in meno. Tuttavia, non seppe reggere il confronto contro LeBron James e Anthony Davis nelle Western Conference Finals, dove i Nuggets persero 4-1 contro i Los Angeles Lakers. Registrò 26 punti nell'unica vittoria dei Nuggets in gara 3.

#### Detroit Pistons (2020–2022)
Il 22 novembre 2020, Grant ha firmato un contratto triennale da $60 milioni con i Detroit Pistons tramite un sign-and-trade con i Denver Nuggets. Detroit ricevette anche i diritti sulla scelta al secondo giro di Nikola Radičević in cambio di un pagamento cash.

Il 17 febbraio 2021, Grant ha migliorato il record personale di punti in una partita, portandolo a 43 punti nella sconfitta per 105-102 contro i Chicago Bulls.

## Statistiche

### NCAA
| Anno      | Squadra         | PG | PT | MP   | TC%  | 3P%  | TL%  | RP  | AP  | PRP | SP  | PP   |
| --------- | --------------- | -- | -- | ---- | ---- | ---- | ---- | --- | --- | --- | --- | ---- |
| 2012-2013 | Syracuse Orange | 40 | 9  | 14,3 | 46,2 | 40,0 | 56,2 | 3,0 | 0,5 | 0,4 | 0,4 | 3,9  |
| 2013-2014 | Syracuse Orange | 32 | 20 | 31,4 | 49,6 | 0,0  | 67,4 | 6,8 | 1,4 | 0,8 | 0,6 | 12,1 |
| Carriera  | Carriera        | 72 | 29 | 21,9 | 48,6 | 30,0 | 64,1 | 4,7 | 0,9 | 0,6 | 0,5 | 7,5  |

#### Massimi in carriera
- Massimo di punti: 24 vs Duke (1º febbraio 2014)[14]
- Massimo di rimbalzi: 14 vs NC State (15 febbraio 2014)
- Massimo di assist: 5 vs Binghamton (7 dicembre 2013)
- Massimo di palle rubate: 4 vs Boston (19 febbraio 2014)
- Massimo di stoppate: 2 (7 volte)
- Massimo di minuti giocati: 41 vs Boston (19 febbraio 2014)

### NBA

#### Regular Season
| Anno      | Squadra             | PG  | PT  | MP   | TC%  | 3P%  | TL%  | RP  | AP  | PRP | SP  | PP   |
| --------- | ------------------- | --- | --- | ---- | ---- | ---- | ---- | --- | --- | --- | --- | ---- |
| 2014-2015 | Philadelphia 76ers  | 65  | 11  | 21,2 | 35,2 | 31,4 | 59,1 | 3,0 | 1,2 | 0,6 | 1,0 | 6,3  |
| 2015-2016 | Philadelphia 76ers  | 77  | 52  | 26,8 | 41,9 | 24,0 | 65,8 | 4,7 | 1,8 | 0,7 | 1,6 | 9,7  |
| 2016-2017 | Philadelphia 76ers  | 2   | 0   | 20,5 | 35,3 | 0,0  | 50,0 | 3,5 | 0,0 | 0,0 | 2,0 | 8,0  |
| 2016-2017 | Oklahoma Thunder    | 78  | 4   | 19,1 | 46,9 | 37,7 | 61,9 | 2,6 | 0,6 | 0,4 | 1,0 | 5,4  |
| 2017-2018 | Oklahoma Thunder    | 81  | 1   | 20,3 | 53,5 | 29,1 | 67,5 | 3,9 | 0,7 | 0,4 | 1,0 | 8,4  |
| 2018-2019 | Oklahoma Thunder    | 80  | 77  | 32,7 | 49,7 | 39,2 | 71,0 | 5,2 | 1,0 | 0,8 | 1,3 | 13,6 |
| 2019-2020 | Denver Nuggets      | 71  | 24  | 26,6 | 47,8 | 38,9 | 75,0 | 3,5 | 1,2 | 0,7 | 0,8 | 12,0 |
| 2020-2021 | Detroit Pistons     | 54  | 54  | 33,9 | 42,9 | 35,0 | 84,5 | 4,6 | 2,8 | 0,6 | 1,1 | 22,3 |
| 2021-2022 | Detroit Pistons     | 47  | 47  | 31,9 | 42,6 | 35,8 | 83,8 | 4,1 | 2,4 | 0,9 | 1,0 | 19,2 |
| 2022-2023 | Portland T. Blazers | 63  | 63  | 35,7 | 47,5 | 40,1 | 81,3 | 4,5 | 2,4 | 0,8 | 0,8 | 20,5 |
| 2023-2024 | Portland T. Blazers | 54  | 54  | 33,9 | 45,1 | 40,2 | 81,7 | 3,5 | 2,8 | 0,8 | 0,6 | 21,0 |
| 2024-2025 | Portland T. Blazers | 47  | 47  | 32,4 | 37,3 | 36,5 | 84,9 | 3,5 | 2,1 | 0,9 | 1,0 | 14,4 |
| Carriera  | Carriera            | 719 | 434 | 27,9 | 44,9 | 36,4 | 75,3 | 3,9 | 1,6 | 0,7 | 1,0 | 13,1 |

#### Play-off
| Anno     | Squadra          | PG | PT | MP   | TC%  | 3P%  | TL%  | RP  | AP  | PRP | SP  | PP   |
| -------- | ---------------- | -- | -- | ---- | ---- | ---- | ---- | --- | --- | --- | --- | ---- |
| 2017     | Oklahoma Thunder | 5  | 0  | 22,2 | 61,3 | 33,3 | 85,7 | 3,8 | 0,8 | 0,2 | 0,4 | 9,2  |
| 2018     | Oklahoma Thunder | 6  | 0  | 22,2 | 51,4 | 25,0 | 45,5 | 3,3 | 1,0 | 0,7 | 0,5 | 7,2  |
| 2019     | Oklahoma Thunder | 5  | 5  | 35,2 | 50,0 | 45,0 | 69,2 | 5,6 | 0,8 | 0,6 | 2,0 | 11,6 |
| 2020     | Denver Nuggets   | 19 | 16 | 34,4 | 40,6 | 32,6 | 88,9 | 3,3 | 1,3 | 0,6 | 0,8 | 11,6 |
| Carriera | Carriera         | 35 | 21 | 30,7 | 45,6 | 34,1 | 80,0 | 3,7 | 1,1 | 0,5 | 0,9 | 10,5 |

#### Massimi in carriera
- Massimo di punti: 49 vs Detroit Pistons (9 febbraio 2024)[15]
- Massimo di rimbalzi: 14 vs Toronto Raptors (20 marzo 2019)
- Massimo di assist: 7 vs Orlando Magic (5 marzo 2023)
- Massimo di palle rubate: 4 (4 volte)
- Massimo di stoppate: 8 vs New York Knicks (21 gennaio 2015)
- Massimo di minuti giocati: 48 vs Los Angeles Lakers (6 febbraio 2021)